# Новоподушкино
Новоподушкино — деревня в Сергиево-Посадском районе Московской области России, входит в состав городского поселения Хотьково, (1994—2006 гг. — в составе Митинского сельского округа).

## Население
| 2002 | 2006 | 2010 |
| ---- | ---- | ---- |
| 74   | ↘72  | ↗95  |

## География
Деревня Новоподушкино расположена на севере Московской области, в юго-западной части Сергиево-Посадского района, примерно в 46 км к северу от Московской кольцевой автодороги и 9 км к западу от железнодорожной станции Сергиев Посад, по левому берегу реки Пажи бассейна Клязьмы.
В 7,5 км юго-восточнее деревни проходит Ярославское шоссе М8, в 17 км к югу — Московское малое кольцо А107, в 13 км к северу — Московское большое кольцо А108, в 30 км к западу — Дмитровское шоссе А104. В 1 км южнее — линия Ярославского направления Московской железной дороги.
К деревне приписано садоводческое товарищество (СНТ). Ближайшие сельские населённые пункты — хутор Митино, деревни Гаврилково, Золотилово и Подушкино.